# Psorinia
Psorinia is een geslacht van korstmossen dat behoort tot de orde Lecanorales van de ascomyceten. De typesoort is Psorinia conglomerata.

## Soorten
Volgens Index Fungorum telt het geslacht twee soorten (peildatum december 2021):
| Soortnaam             | Auteur(s)              | Publicatiejaar |
| --------------------- | ---------------------- | -------------- |
| Psorinia conglomerata | (Ach.) Gotth. Schneid. | 1980           |
| Psorinia lepidotella  | (Nyl.) Gotth. Schneid. | 1980           |